# Квартирмейстер

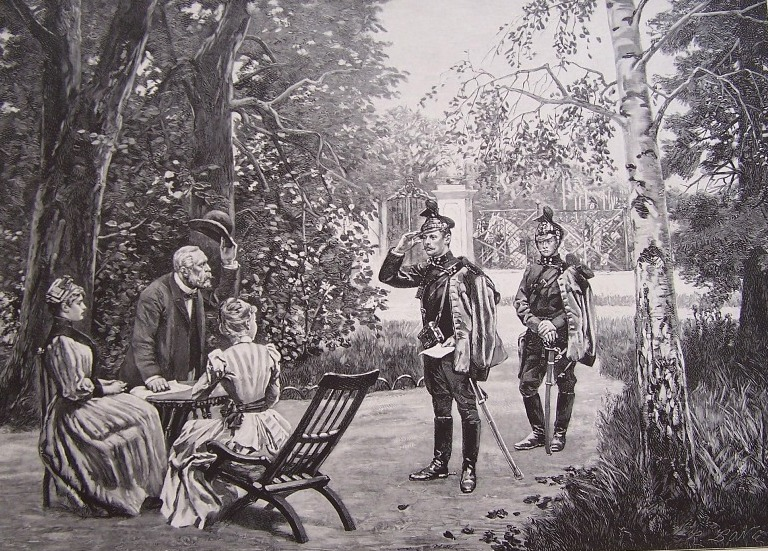
«Расквартирование (квартирмейстер)»
Войцех Коссак, 1893 год

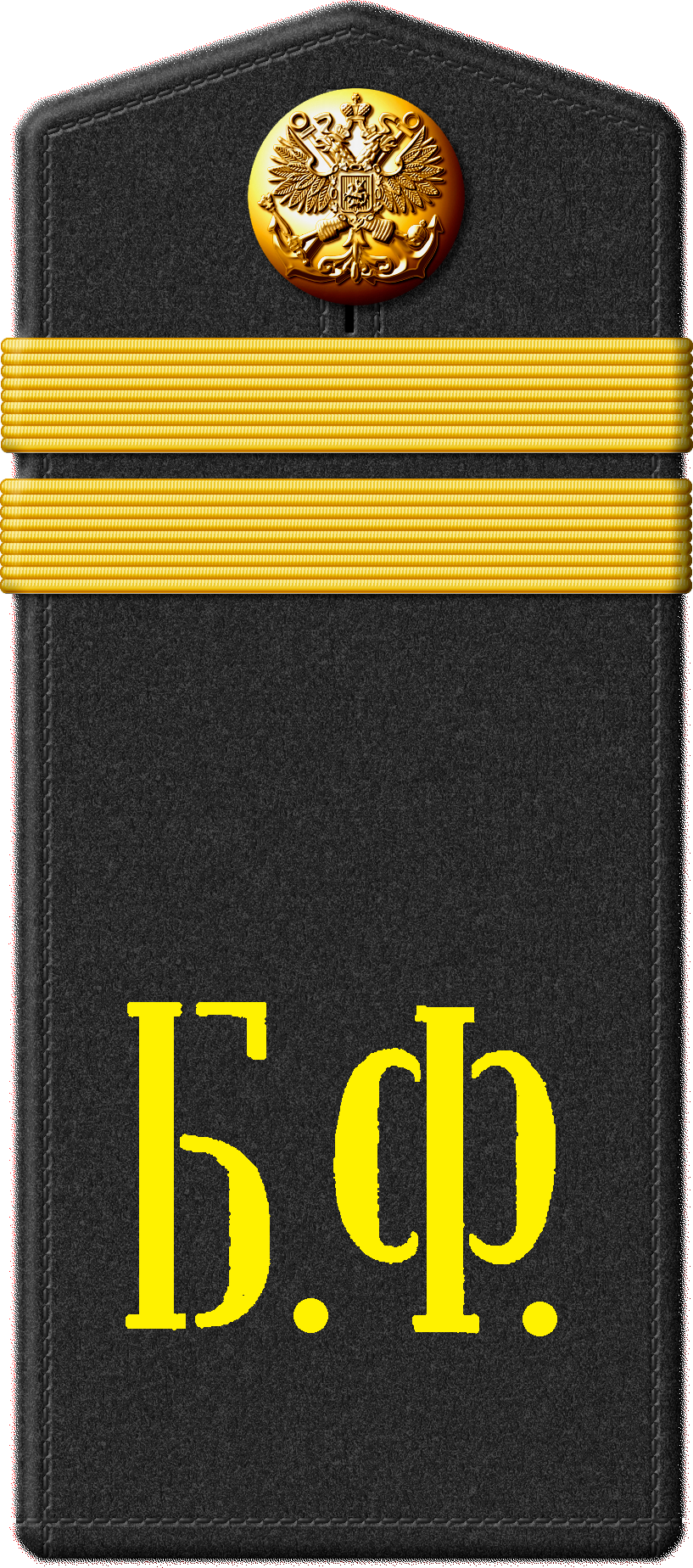
Погон квартирмейстера, РИФ, 1917 год.

Квартирме́йстер, квартерме́йстер — офицер, ведавший передвижением (выбор и разведка маршрутов, проводники) и размещением войск в лагерях и по квартирам, военный термин, значение которого зависит от военного дела государства и службы. 
В сухопутных армиях интендант обычно является относительно старшим солдатом, который наблюдает за складами или казармами и распределяет припасы и провизию. Во многих военно-морских силах квартирмейстер — это офицер, несущий особую ответственность за управление и сигналы. Моряк имеет унтер-офицерское (старшинское) звание; в некоторых других это не ранг, а роль, связанная с навигацией. Этот термин, по-видимому, происходит от титула немецкого королевского чиновника Quartiermeister. Этот термин означал «хозяин квартиры» (где «квартира» относится к жилью). В качестве альтернативы оно могло быть получено от «хозяин квартердека», где рулевой и капитан управляли кораблём. Впервые этот термин использовался в английском языке как военно-морской термин, который вошёл в английский язык в XV веке через эквивалентные французские и голландские военно-морские титулы quartier-maître и kwartier-meester соответственно. Термин начал относиться к армейским офицерам на английском языке около 1600 года.

## История
Должность квартирмейстер появилась в вооружённых силах европейских государств в XVI веке. Впервые название квартирмейстер встречается у ландскнехтов, имевших в штабах полков полковых, а в составе рот — ротных квартирмейстеров. Квартирмейстеры занимались расположением войск лагерем (биваком) или по квартирам. Генерал-квартирмейстер руководил осмотром местности, дорог, расположением войск на квартирах и биваках; исполнителями его распоряжений были полковые и ротные квартирмейстеры. Вот почему в большинстве армий до XIX века штаб назывался квартирмейстерским штабом, квартирмейстерской частью. Только должность полкового квартирмейстера совершенно обособилась от других должностетей квартирмейстерской части, получив чисто хозяйственные функции.
В Русском войске после событий Смутного времени начали создаваться полки «нового» или «иноземного строя». Важным шагом в военном строительстве России стало введение в этих полках (вместо так называемого разрядного шатра при большом воеводе) таких чинов, как полковые сторожеставцы и станоставцы. Полковой сторожеставец являлся старшим офицером штаба полка и ведал походным движением, расположением войск на отдых, организацией разведки и охранения, развёртыванием войск для боя; во время боя он подчинялся командиру полка (полковнику) и его заместителю (подполковнику), являясь фактически вторым заместителем командира. Полковой станоставец (становщик) был младшим офицером полкового штаба и помощником полкового сторожеставца; он ведал детальной организацией расположения полка на отдых и ему подчинялись ротные станоставцы (фуриры или фурьеры). Впервые об обязанностях полковых станоставцев было упомянуто в воинском уставе 1647 года «Учение и хитрость ратного строения пехотных людей»; в середине XVII века они стали называться полковыми квартирмейстерами. В войсках нового строя должности квартирмейстера, «по-русски большие полковые окольничие».
В начале XVIII века в русской гвардии и армии были учреждены должности дивизионных, корпусных квартирмейстеров и генерал-квартирмейстера с его помощниками — генерал-квартирмейстер-лейтенантами. 
Генерал-квартирмейстер российского Генерального штаба к началу XX века был ближайшим помощником начальника Генерального штаба по исполнению оперативных и стратегических задач, по заведованию службой офицеров генерального штаба и по руководству их военно-научными занятиями и работами. Окружные генерал-квартирмейстеры были ближайшими сотрудниками начальников штабов военных округов по всем вопросам и делам, касающимся размещения, передвижения и службы войск, их боевой подготовки и мобилизационной готовности; на него возлагалось общее руководство специальными занятиями офицеров генерального штаба, состоявших при войсках и управлениях округа, составление аттестационных списков всем офицерам генерального штаба в округе.
В обязанности же квартирмейстеров (квартирмистров) полков и артиллерийских бригад входило заведование хозяйственной частью. До 1871 года во всех полках и артиллерийских бригадах, кроме гвардейских, они избирались самими офицерами. С 1881 года их обязанности были переданы полковым казначеям, командирам нестроевых рот и заведующим оружием. Должность квартирмейстера, который занимался хозяйственными вопросами в полку, существовала и в Красной Армии (до 1928 года).
На военном флоте Российской империи квартирмейстер — нижний чин (должность-звание, соответствующее младшему унтер-офицеру регулярной армии), просуществовавшее до начала XX века.
Также существовали морские строевые нижние чины:
- Артиллерийский квартирмейстер 1-й статьи;
- Минный квартирмейстер 1-й статьи;
- Артиллерийский квартирмейстер 2-й статьи;
- Минный квартирмейстер 2-й статьи.

| Младший строевой нижний чин (звание): Рулевой, марсовой и сигнальщик | Квартирмейстер и старшие: минёр, комендор, гальванёр, рулевой, марсовой и сигнальщик | Старший строевой нижний чин (звание): Боцманмат |

Должность квартирмейстера сохранилась в армиях Великобритании и США, где квартирмейстеры отвечают за снабжение сухопутных войск различным имуществом, расквартирование войск, ремонт вооружения и другие хозяйственные вопросы. На флотах она относится к управлению кораблём и навигации, традиционно её занимает уорэнт-офицер, прошедший штурманскую подготовку. В современном американском флоте должность квартирмейстера примерно соответствует штурманскому помощнику и существует параллельно с офицерской должностью навигатора.

## Пиратство
У пиратов квартирмейстер был первым помощником капитана корабля. Пиратский квартирмейстер (квартердек-мастер), как и пиратский капитан, обычно выбирался командой. Квартирмейстер считался выше по рангу, чем любой другой офицер корабля кроме капитана, и мог накладывать вето на решения капитана в тех случаях, когда корабль не участвует в погоне или битве. Квартирмейстер отвечал за дисциплину и назначал наказания за нарушения пиратского кодекса. Некоторые квартирмейстеры, например Джек Рэкхем, становились капитанами после того, как предыдущий капитан погибал или был смещён. Обязанностью квартирмейстера было вести пиратскую абордажную команду во время абордажа. Обычно это делалось с квартердека — то есть с того места, которым корабли соприкасались во время абордажа. Во времена золотого века пиратства квартирмейстер обладал бо́льшим количеством полномочий и обязанностей, чем на гражданских и военных судах.
Важную роль квартирмейстеров отмечали историки пиратства, такие как Чарльз Джонсон, Дэвид Кордингли и другие. Видимо, не случайно герой романа Стивенсона «Остров Сокровищ» предводитель пиратов Джон Сильвер в молодости служил квартирмейстером на «Морже» (англ. Walrus) — корабле капитана Флинта — и впоследствии имел все основания заявлять: «Меня боялся сам Флинт».